# مسجد عطالله بجنبور
مسجد عطالله بجنبور هو مسجد يعود بناؤه إلى القرن الخامس عشر الميلادي في مدينة جنبور في ولاية أتر برديش شمال الهند , ويعتبر المسجد واحد من مناطق الجذب السياحي الرئيسية في جنبور، ويحمل المسجد في جتباته الأدلة من العصر الذي بني فيه، ومسجد عطا الله هو عينة من المساجد التراثية المعمارية ليس فقط في ولاية اوتار براديش ولكن في الهند أيضا .

## الموقع
يقع المسجد على بعد 2.2 كم شمال الشمال الشرقي من جنبور، وعلى بعد 7.3 كم من الشمال الغربي من مدينة زفراباد، وعلى بعد 16.8 كم للشمال الشرقي من مدينة مارياهو، وعلى بعد 26.3 كم شمال غرب مدينة كيراكات .
ويقع أيضا على بعد 3 كيلومترات من تقاطع السكك الحديدية في بهانداري، ويمكن الاستفادة من خدمات الحافلات أو القطار من فاراناسي بناراس والتي يفصلها عن جنبور مسافة 56 كيلومتر، وتقع مديتنا لكناو وميرزابور على مسافة 214 كيلومترا وعلى بعد 69 على التوالي من المسجد .

## البناء
تم بناء مسجد عطا الله بجنبور من قبل السلطان إبراهيم (1401 - 1440) سلطان شرقي جنبور على الأسس التي وضعت في عهد السلطان فيروز شاه الثالث (1351 - 1388) , وعلى الرغم من ظهور ويعود البدء ببناء المسجد إلى 1377 ولكن تم الانتهاء من أعمال البناء فيه عام 1408 .

## العمارة
يظهر في المسجد الكثير من التأثيرات للعمارة الهندوسية، وهناك تشابه واضح لأسلوب العمارة الهندوسي في المسجد بأكمله ويرجع ذلك إلى حقيقة أن مسجد عطا الله يقع في موقع معبد عطا الله ديفي وهذا سبب التشابه، ومن هنا فان مسجد عطا الله بجوانبور مشابه لاسم من معبد عطالله الهندوسي.
من ناحية أخرى يعتقد أن مسجد بجامبور في دلهي أثر أيضا في بناء مسجد عطالله بشكل كبير مع وجود منافذ وجدران مائلة، وشكل وهيكل الدعامات والركائز يشبه المساجد والمقابر التي بنيت من قبل السلطان محمد شاه توغلق وفيروز شاه توغلق وهما من سلالة توغلق من سلطنة دلهي , الرواق المركزي لمسجد عطا الله في جوانبور لديه قوس فخم في الداخل، وهناك قاعة ضخمة هي قاعة الصلاة الرئيسية، وللمسجد ثلاث قباب تختلف في الحجم، أما المحراب فهو محراب في جدار المسجد يدل على اتجاه مكة , وتحتوي ساحة الصلاة على ديكورات مميزه فضلا عن ممرات من شقين من المسجد .
بعض الملامح المميزة للمسجد هي :
- المسجد مربعة الشكل .
- استخدام أبراج مستطيلة كبيرة في وسط الإيوان .
- تأثير العمارة والتصميم الهندوسي في فتحات الأبراج وبين القوسين .
- ظهور قوس كبير بين اثنين من أبراج .
- على جانبي مقصورة المسجد أبراج وثلاث بوابات منفصلة يتم تثبيتها في شمال وشرق وجنوب الليوان .

## استخدامات المسجد
يقع المسجد هو على قائمة آثار ومواقع المسح الأثري للهند من مديرية الآثار الهندية، ويقع أيضا على لائحة قائمة الآثار من المسح الأثري للهند، والمسجد مفتوح للمصلين والزوار من الساعة 7:30 صباحا حتى الساعة 8:00 ليلا، إلى جانب ذلك تعقد الصلوات الخمسة كل يوم وتعقد فيه صلاة الجمعة , ويوجد هناك مدرسه دينية اسمها مدرسة الدين والدنيا تقع في الفناء المركزي للمسجد .